# Jisoo
Kim Ji-soo (koreansk: 김지수; født 3. januar 1995) er en sydkoreansk sanger, skuespiller og model, bedst kendt for hendes rolle som bandmedlem i den sydkoreanske pigegruppe Black Pink.